# Bengt Berg (zoolog)

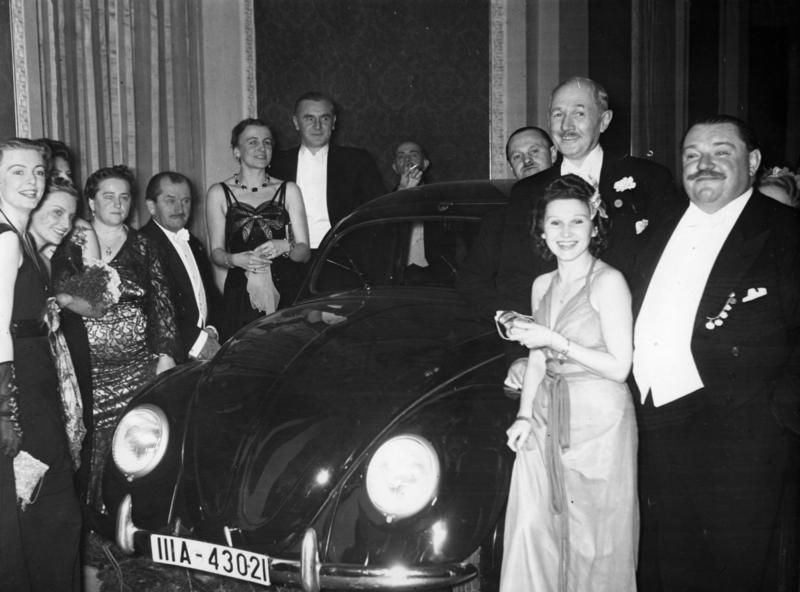
Bengt Berg (tredje från höger) vid en pressvisning av Volkswagen tillsammans med bland andra Ferdinand Porsche (femte från vänster) och Heinrich George (längst till höger), i Nazityskland 1939.

Bengt Magnus Kristoffer Berg, född 9 januari 1885 i Kalmar, död 31 juli 1967 på Eriksberg, var en svensk ornitolog, författare, fotograf, dokumentärfilmare, jägare, debattör och föredragshållare. Berg är känd som en banbrytande fältornitolog och fågelfotograf, även internationellt, och var en viktig debattör för utvecklingen i Sverige av naturskydd i allmänhet, och fågelskydd i synnerhet. Han är även känd för att ha introducerat kanadagåsen i Sverige, närmare bestämt på Värnanäs gård vid Kalmar och för sitt samröre med svenska högerextremister och Nazityskland före och under andra världskriget.

## Biografi

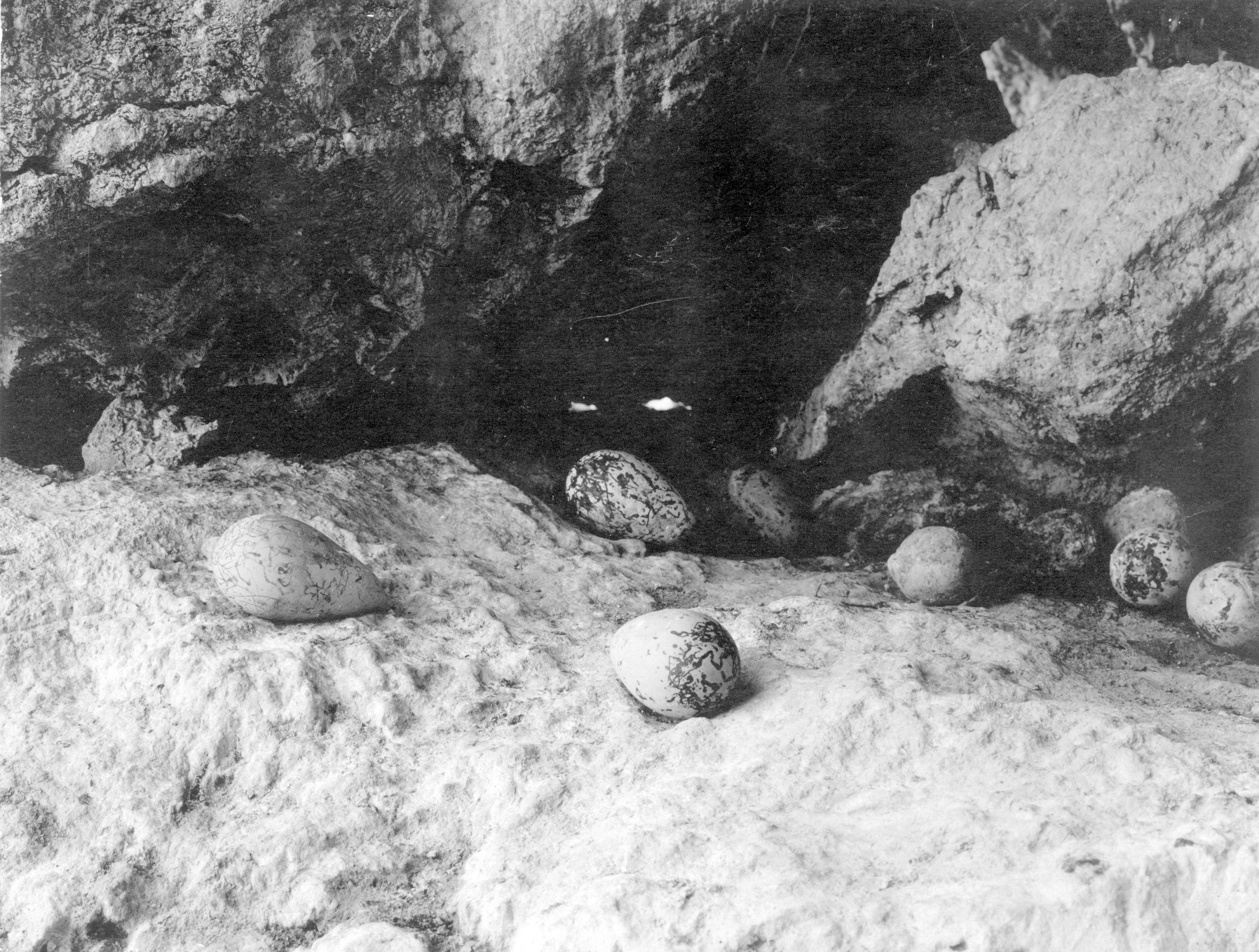
Bo av sillgrissla vid Svarthällarna på Stora Karlsö. Fotograferad av Bengt Berg, förmodligen för boken Stora Karlsö som gavs ut 1915.

Berg var tidigt mycket intresserad av naturen och fågelskådade hellre på Öland än satt i skolbänken. Han fick underkänt i matematik och svenska och betyget C i naturkunskap, varför han avslutade sin skolgång i förtid. För att kunna arbeta professionellt med natur- och fågelstudier började han studera till konservator för Gustav Kihlén i Göteborg. Han följde med Kihlén på en insamlingsresa till Lappland, och kom i kontakt med den tyske zoologen Alexander Koenig som drev ett naturhistoriskt museum i Bonn. Berg anställdes av Koenig för museets räkning att under perioden 1909–1913 samla in fåglar och andra naturalier i Lappland. Arbetet blev en vändning för Berg, och resulterade i en mycket god ekonomisk grundplåt som tillät Berg att fokusera på sitt intresse att med text och fotografi skildra naturen. Han publicerade sin första bok 1910, den skönlitterära Sjöfallsboken (sedan utgiven som De moderlösa). Hans första natur- och fotobok var Måseskär, som kom ut 1912 och handlade om den lilla ön Kåreholmen utanför Kårehamn på Öland. Boken Tåkern – fåglarnas sjö som kom året därpå innehåller bland annat tidiga fotografier av flygande fåglar, och boken kom att bli hans stora genombrott. Nästa bok var Stora Karlsö – en bok om havets fåglar som kom ut 1915 och därefter följde den mycket uppmärksammade boken Min vän fjällpiparen från 1917 som blev en stor succé, inte minst i Tyskland och som översattes till många språk. Från 1938 var han ägare till Eriksbergs gård utanför Karlshamn, där han bland annat bedrev forskning på kronhjort och uppfödning av kanadagäss och vildsvin. Utöver fotografi och författande filmade han även fåglar och andra djur, både i Sverige och Centralafrika. Hans mest uppmärksammade filmer är Den duktiga ejderhonan (1922), Sagan om de sista örnarna (1923) och Abu Markúb och de hundrade elefanter (1925). Den senare filmen användes under lång tid som pedagogiskt material i svenska skolor. Berg finns representerad med en bok vid bland annat Nationalmuseum i Stockholm. Hans böcker har översatts till 16 språk.
Han räknas som Sveriges första professionella fågelfotograf. Genom sina böcker påverkade han fridlysningen av havsörn och kungsörn i Sverige.
Han var gift med Inger Illum, var far till Iens Berg och farfar till Natasha Illum Berg.

## Fågelfotografi

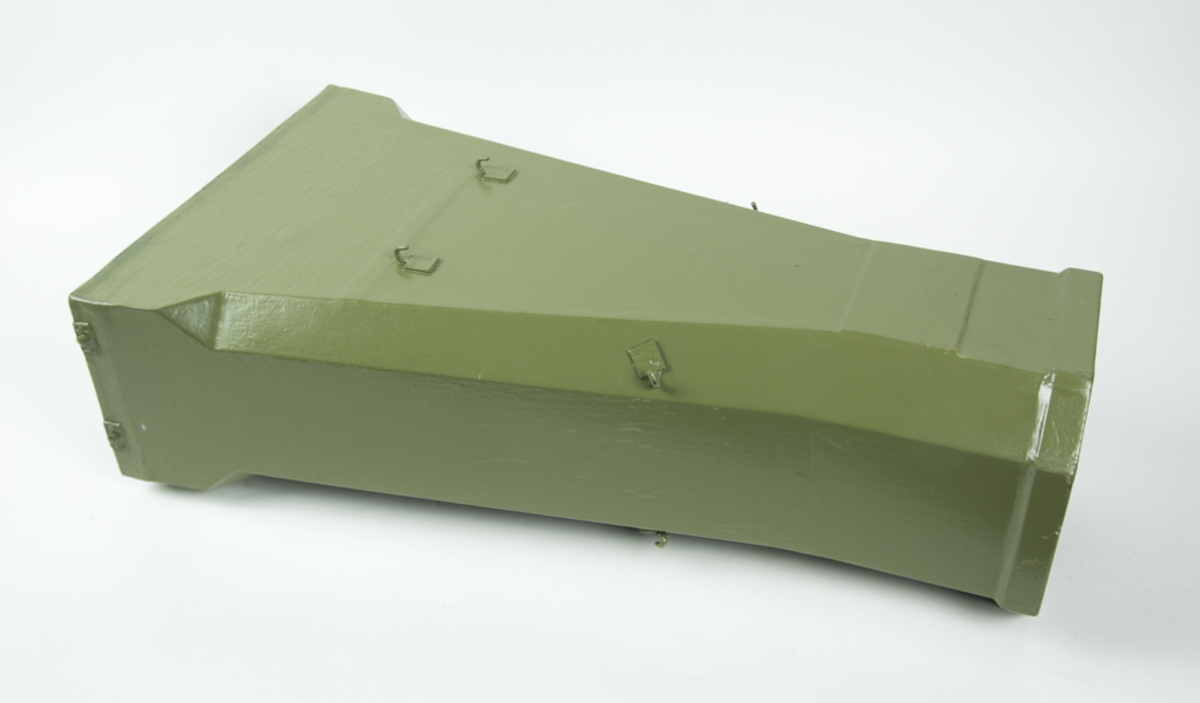
Seriekamera, typ m/18, kallad RB-2 för bildformat 60x240 mm. Denna kamera är med all sannolikhet konstruerad av Bengt Berg.

Bengt Berg var en pionjär inom fågelfotografering. Han började att fotografera 1912 och blev en av de första professionella fågelfotograferna. Bergs fotografiska arbete var en bidragande faktor till varför ornitologin skiftade fokus från studier av skinn i museisamlingar till att fokusera på levande fåglar ute i naturen, vilket är grunden för dagens fältornitologi. Han utvecklade en specialkamera som gjorde att han kunde fotografera flygande fåglar, vilket han var en av de första att göra, och några av dessa bilder publicerade han i boken om Tåkern från 1913.

## Naturvård
I sina egna böcker och i debattartiklar gick han till angrepp mot människans ingrepp i naturen. Exempelvis var han emot utdikningen av myrmarken på Öland och mycket tack vare hans argumentation fridlystes havs- och kungsörn 1924. Hans praktverk De sista örnarna från 1923, som även blev film, var av viktig betydelse för att örnarna fredades. Han var också en viktig debattör i kampen att fridlysa knölsvanen och debatterade för den utrotningshotade grågåsen, vilket ledde till att även den arten fredades. En annan fråga som låg honom varmt om hjärtat var kronhjortens status i Sverige. Han var också motståndare till zoologiska trädgårdar, vilket han bland annat propagerade emot i Tyskland under 1930-talet.

## Högerextremism och kopplingarna till Nazityskland
Bengt Bergs böcker blev mycket populära i Tyskland och hans nära kontakter med Tyskland i och med arbetet på museet i Bonn gjorde att Berg beundrade Tyskland. I juli 1934, året efter att Hitler kommit till makten, besökte Bengt Berg Tyskland och Herman Göring för att be Göring bekosta ett naturreservat för Bergs forskning. Efter detta talade Berg gott om Göring vid ett flertal gånger. Propagandaministern Joseph Goebbels menade i sin dagbok att nazismen inte hade något stöd i Sverige utöver stödet från Bengt Berg och Sven Hedin. I augusti 1935 blev Berg tysk hedersdoktor vid filosofiska fakulteten vid universitetet i Bonn och i november 1937 donerade Berg en av sina största jakttroféer, en jätteeland från Sudan till ett planerat biologiskt museum i Berlin, initierat av Göring. I januari 1939 närvarade han i ett reklamsammanhang för Volkswagen tillsammans med bland andra Ferdinand Porsche och den regimtrogna skådespelaren och teaterdirektören Heinrich George. Samma år gjordes den tyska filmen Sehnsucht nach Afrika, som fick svensk premiär den 5 maj 1941 under namnet Med Bengt Berg till Afrika. Filmen var producerad av det tyska filmbolaget Tobis Filmkunst som styrdes av Tysklands propagandaministerium och regisserades av Georg Zoch, känd för sina många nazistiska propagandafilmer. Berg var även vid denna tid nära vän med rasbiologen Herman Lundborg och Bergs porträtt används av Lundborg som exempel i en av hans rasbiologiska böcker över en "högre stående individ". Berg var skribent för den svenska nationalistiska och pronazistiska dagstidningen Dagsposten, som fram till 1945 var finansierad av Nazityskland. Berg brukar omskrivas som att han hade ett nietzscheanskt människoideal men att han skulle ha varit organiserad nazist finns det ännu inga belägg för.

## Filmografi (urval)
- Storkarna (1920)
- Den duktiga ejderhonan (1922)
- Som flyttfågel i Afrika (1922)
- Sagan om de sista örnarna (1923)
- Abu Markúb och de hundrade elefanter (1925)
- Bengt Berg matar hjort (1932)
- Bengt Berg på älgjakt (1936)